# Чемпіонат Хорватії і Славонії з футболу 1912—1913
Чемпіонат Хорватії і Славонії 1912—1913 — перший офіційний футбольний турнір у Хорватії, що був організований футбольною асоціацією, яка саме була створена 13 червня 1912 року. 
З самого початку участь у змаганнях брали п'ять команд, а ще одна («Ілірія») долучилась навесні. Хоча чемпіонат був оголошений як першість усього Королівства Хорватії і Славонії, грали у ньому лише клуби з Загреба. Перший матч турніру відбувся 26 вересня 1912 року між командами «Кроація» - ХТШК «Загреб» (1:0). У підсумку декілька матчів змагань не були проведені, але клуб ХАШК був оголошений чемпіоном. 

## Підсумкова турнірна таблиця
|    | Клуб                | М | В | Н | П | МЗ | МП | О  |
| -- | ------------------- | - | - | - | - | -- | -- | -- |
| 1. | ХАШК (Загреб)       | 7 | 7 | 0 | 0 | 34 | 3  | 14 |
| 2. | Конкордія (Загреб)  | 6 | 5 | 0 | 1 | 28 | 4  | 10 |
| 3. | Граджянскі (Загреб) | 7 | 2 | 1 | 4 | 9  | 25 | 5  |
| 4. | Кроація (Загреб)    | 6 | 1 | 1 | 4 | 8  | 19 | 3  |
| 5. | Ілірія (Загреб)     | 3 | 1 | 0 | 2 | 5  | 8  | 2  |
| 6. | ХТШК Загреб         | 7 | 1 | 0 | 6 | 6  | 31 | 2  |

## Результати
| результати          | ХАШК | КОНК | ГРАД | КРОА | ІЛІР | ТЗАГ |
| ------------------- | ---- | ---- | ---- | ---- | ---- | ---- |
| ХАШК (Загреб)       | ХХХХ | 2:1  | 6:0  | 7:0  | 3:0  | 8:0  |
| Конкордія (Загреб)  | н.в. | ХХХХ | 9:0  | 3:2  | н.в. | 5:0  |
| Граджянскі (Загреб) | 1:2  | 0:5  | ХХХХ | 1:1  | 3:1  | 4:1  |
| Кроація (Загреб)    | н.в. | н.в. | н.в. | ХХХХ | 2:4  | 1:0  |
| Ілірія (Загреб)     | н.в. | н.в. | н.в. | н.в. | ХХХХ | н.в. |
| ХТШК Загреб         | 1:6  | 0:5  | н.в. | 4:2  | н.в. | ХХХХ |

## Склад чемпіона
ХАШК: Владимир Шупут, Хуго Кудерна, Іван Банфич, Ото Берман, Ліповшчак, Лео Голлоб, Михайло Муйдуріца, Драган Кастль, Драгутин Штанчі, Янко Юстін, Томо Хомбауер. 